# Diocese de Bérgamo
A Diocese de Bérgamo (em latim: Dioecesis Bergomensis) é uma circunscrição eclesiástica da Igreja Católica na Itália, pertencente à Província Eclesiástica de Milão e à Conferenza Episcopale Italiana (Conferência Episcopal Italiana), sendo uma diocese sufragânea da Arquidiocese de Milão.
A sé episcopal está na Duomo de Bérgamo, na Região da Lombardia.

## História
A Diocese foi fundada no século IV e em 2015 tinha 930 mil batizados numa população de 995 mil habitantes. Atualmente é governada pelo bispo Francesco Beschi.

## Território
A Diocese é feita para 80% da Província de Bérgamo, mas as comunas de Lovere, Bossico, Costa Volpino, Rogno e Palosco pertencem à Diocese de Bréscia. As Paróquias da Gera d'Adda pertencem à Arquidiocese de Milão e Treviglio pertence à Diocese de Cremona.

## Cronologia do Bispos
- São Narno ? †
- São Viador ? †
- Ignoto † (376)
- Ignoto †
- Dominador †
- Estêvão †
- Prestâncio † (451)
- Claudiano †
- Lourenço † (501)
- Simpliciano †
- Fabiano †
- Quinciano †
- São João † (668 - 690)
- Beato Antonino † (690/691 - 727 ?)
- Antonio † (727 - ?)
- Agino †
- Tachimpaldo † (797 - 814)
- Grasemundo † (828 - 830)
- Aganão † (840 - 863)
- Garibaldo † (867 - 888)
- Adalberto † (894 - 929)
- Recão † (938 - 953)
- Olderico † (954 - 968)
- Ambrogio I † (971 - 975)
- Giselberto † (975 - 982)
- Azão † (987 - 996)
- Reginfredo † (996 - 28 de Dezembro de 1012)
- Algério † (1012 - 1022)
- Ambrogio II † (1023 - 20 de Setembro de 1057)
- Atão † (1058 - 1075)
- Arnolfo † (1077 - 1106)
- Ambrogio III † (1111 - 1133)
- Gregório, O.Cist. † (1133 - 1146)
- Gerardo † (1146 - 1167)
- Guala † (1167 - 30 de Outubro de 1186)
- Lanfranco † (26 de Janeiro 1187 - 1211)
- João Tornielli, O.S.B.Vall. † (1211 - 1240)
- Enrico de Sesso † (1240 - 1242)
  - Alberto da Terzo † (30 de Setembro de 1242 - 1252) (bispo eleito)
- Algísio da Rosciate, O.P. † (1252 - 1259)
- Erbordo, O.P. † (1260 - 1272)
- Guiscardo de Suardi † (1272 - 22 de Fevereiro de 1281)
- Roberto de Bonghi † (1281 - 22 de Dezembro de 1292)
- João da Scanzo † (31 de Julho 1295 - 2 de Novembro de 1309)
- Cipriano degli Alessandri † (1310 - 1338)
- Nicolau Canali † (18 de Julho de 1342 - 25 de Setembro de 1342)
- Bernardo Tricardo, O.Cist. † (1342 - 1349)
- Lanfranco de Saliverti, O.F.M.Conv. † (25 de Outubro de 1349 - 5 de Abril de 1381)
- Branquiano Besozzi † (1381 - 22 de Julho 1399 deceduto)
- Ludovico Bonito † (5 de Setembro de 1399 - 15 de Novembro de 1400)
- Francisco Lante, O.F.M. † (1401 - 16 de Novembro de 1402)
- Francisco Aregazzi, O.F.M. † (11 de Março de 1403 - 1437)
- Polidoro Foscari † (21 de Outubro de 1437 - 5 de Novembro de 1449)
- João Barozio † (5 de Novembro de 1449 - 7 de Janeiro de 1465)
- João Donato † (9 de Janeiro de 1465 - 20 de Julho 1484)
- Lourenço Gabriel † (15 de Outubro de 1484 - 6 de Julho de 1512)
- Niccolò Lippomano † (17 de Julho de 1512 - 4 de Julho de 1516)
- Pietro Lippomano † (4 de Julho de 1516 - 19 de Fevereiro de 1544)
- Pietro Bembo, O.S.Io.Hier. † (19 de Fevereiro de 1544 - 9 de Agosto de 1547)
- Vittore Soranzo † (9 de Agosto de 1547 - 15 de Maio de 1558)
- Luigi Lippomano † (20 de Julho de 1558 - 15 de Agosto de 1559)
  - Luigi Cornaro † (15 de Março de 1560 - 15 de Janeiro de 1561) (administrador apostólico)
- Federico Cornaro † (15 de Janeiro de 1561 - 19 de Julho de 1577)
- Gerolamo Regazzoni † (19 de Julho de 1577 - 17 de Março de 1592)
- Giambattista Milani, C.R. † (8 de Abril de 1592 - 1611)
- Giovanni Emo † (18 de Abril de 1611 - 16 de Outubro de 1622)
- Federico Baldissera Bartolomeo Cornaro † (23 de Fevereiro de 1623 - 7 de Setembro de 1626)
- Agostino Priuli † (8 de Fevereiro de 1627 - 4 de Outubro de 1631)
- Luigi Grimani † (10 de Novembro de 1631 - 4 de Dezembro de 1656)
- São Gregorio Barbarigo † (9 de Julho de 1657 - 24 de Março de 1664)
- Daniele Giustinian † (1664 - 11 de Janeiro de 1697)
- Luigi Ruzzini † (2 de Novembro de 1697 - 18 de Março de 1708)
- Pietro Priuli † (14 de Março de 1708 - 22 de Janeiro de 1728)
- Leandro Porzia, O.S.B. † (12 de Abril de 1728 - 18 de Novembro de 1730)
- Antonio Redetti † (22 de Novembro de 1730 - 2 de Maio de 1773)
- Marco Molin, O.S.B. † (15 de Setembro de 1773 - 1777)
- Gian Paolo Dolfin, O.S.B. † (28 de Julho de 1777 - 1819)
- Pietro Mola † (1821 - 1829)
- Carlo Gritti Morlacchi † (23 de Fevereiro de 1831 - 1852)
- Pietro Luigi Speranza † (19 de Dezembro de 1853 - 4 de Junho de 1879)
- Gaetano Camillo Guindani † (19 de Setembro de 1879 - 21 de Outubro de 1904)
- Tiago Maria Radini-Tedeschi † (20 de janeiro 1905-1914)
- Luis Maria Marelli † (15 de dezembro 1914-14 de abril 1936)
- Adriano Bernareggi † (14 de abril 1936-28 de junho 1953)
- José Piazzi † (1 de outubro 1953-5 de agosto 1963)
- Clemente Gaddi † (25 de setembro 1963-20 de maio 1977)
- Julio Oggioni † (20 de maio 1977-21 de novembro 1991)
- Roberto Amadei (desde 21 de novembro 1991-22 de janeiro de 2009)
- Francesco Beschi (desde 22 de janeiro de 2009- atual)